# Polystichum vulcanicum
Polystichum vulcanicum är en träjonväxtart som först beskrevs av Bl., och fick sitt nu gällande namn av Moore. Polystichum vulcanicum ingår i släktet Polystichum och familjen Dryopteridaceae. Inga underarter finns listade.